# Meyers OTW
Le Meyers OTW (Out To Win) est un avion américain d'entrainement biplan des années 1930 conçu par Allen Meyers et construit par son entreprise Meyers Aircraft Company de 1936 à 1944.

## Développement
En prévision de la demande pour des avions d'entrainement due à l'introduction d'un schéma de formation civil pour les pilotes militaires (des écoles de pilotage civiles devaient fournir une formation de base aux futur pilotes militaires), Allen Meyers conçu le OTW et créa la Meyers Aircraft Company pour le produire. L'OTW était un biplan classique, biplace en tandem et à train d'atterrissage classique. Le prototype était propulsé par un moteur en étoile Warner Scarab de 125 ch et il vola pour la première fois le 10 mai 1936. L'avion fut produit en deux variantes principales: l'OTW-145 propulsé par un moteur Warner Super Scarab et l'OTW-160 propulsé par un moteur Kinner R-5 de 160 ch.

## Variantes
OTW-125
Version de production avec un moteur Warner Scarab de 125 ch.
OTW-145
Version de production avec un moteur Warner Super Scarab de 145 ch.
OTW-160
Version finale de production avec un moteur Kinner R-5 de 160 ch.
OTW-KR
Un avion fut re-motorisé avec un moteur Ken-Royce 7G de 120 ch.

## Avions exposés

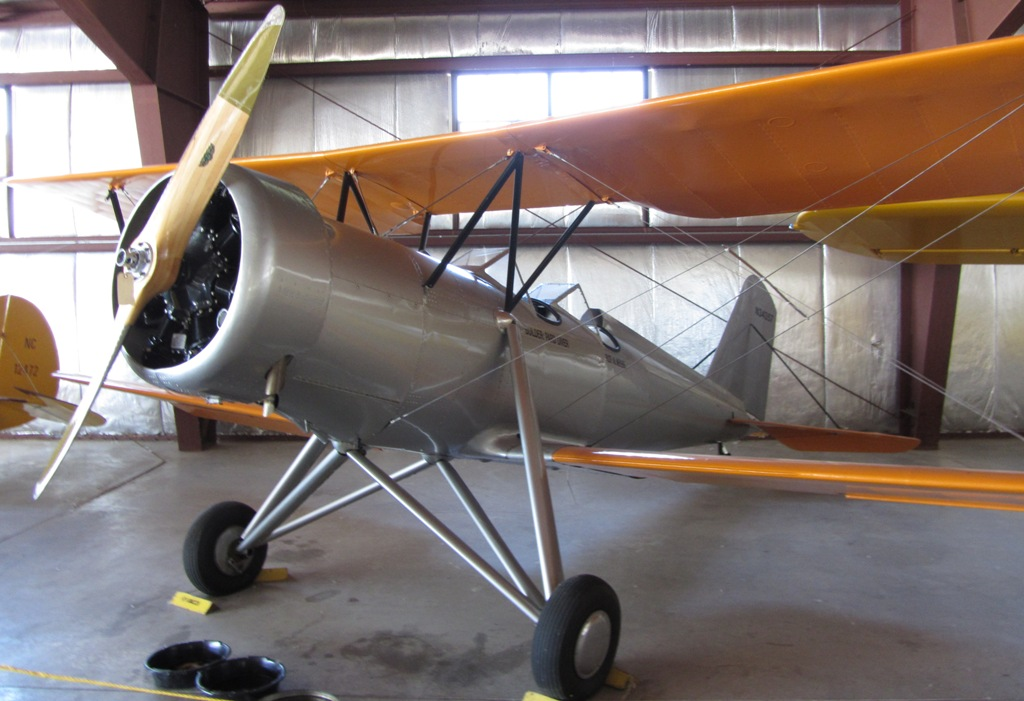
Un Meyers OTW exposé au EAA AirVenture Museum

- N15784 - Combat Air Museum, Topeka, Kansas
- N34357 - EAA AirVenture Museum, Oshkosh, Wisconsin
- N34310 - Pioneer Flight Museum, Kingsbury, Texas

## Références

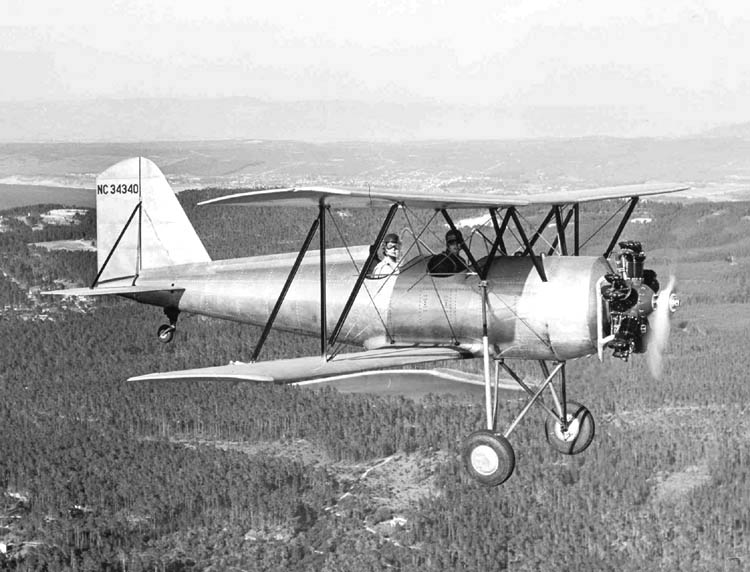
Un Meyers OTW près de Monterey, Californie, en Juin 1947